# ريلمي
ريلمي (بالإنجليزية: Realme) هي شركة تصنيع هواتف ذكية صينية يقع مقرها في شنجن. تأسست العلامة التجارية رسمياً في 4 مايو 2018 (اليوم الوطني للشباب في الصين) من قِبل سكاي لي (من مواليد بينجهونج)، الذي كان سابقاً نائب رئيس شركة أوبو. وبالإضافة إلى الهواتف الذكية تُنتج ريلمي أيضاً مجموعة واسعة من المنتجات الأخرى مثل سماعات الأذن وعصابات اللياقة البدنية والحقائب.

## التاريخ[2]
ظهرت ريلمي لأول مرة في الصين في عام 2010 تحت اسم "OPPO Real"، حيث أنها كانت علامة تجارية فرعية لشركة أوبو إلى أن انفصلت عنها في عام 2018، وبعد ذلك أصبحت العلامة التجارية الخاصة بها تحت شركة بي بي كي إليكترونيكس الصينية متعددة الجنسيات.
في 30 يوليو 2018، أعلن نائب الرئيس السابق لأوبو ورئيس قسم الأعمال الخارجية في أوبو سكاي لي استقالته الرسمية من أوبو وعزمه تأسيس ريلمي كعلامة تجارية مستقلة على موقع التدوينات القصيرة الصيني سينا ويبو. حيث قال إنه في المستقبل، ستركز العلامة التجارية ريلمي على توفير هواتف محمولة تمزج بين الأداء القوي والتصميم الأنيق، وبذلك توفر للشباب حياة سعيدة تتميز «بالتكنولوجيا» و«الجمال» بأسعار معقولة.
في 15 نوفمبر 2018، قدمت ريلمي شعاراً جديداً.
في 22 نوفمبر 2018، فازت ريلمي بلقب العلامة التجارية الناشئة الأولى.
15 مايو 2019، عقدت ريلمي مؤتمرها الأول في بكين، الصين لدخول السوق الصينية رسمياً، وأطلقت ثلاثة هواتف realme X، وrealme X Lite وrealme X Master Edition.
في يونيو 2019، أعلنت شركة ريلمي رسمياً عن دخولها إلى السوق الأوروبية.
في 26 يونيو 2019، نشرت ريلمي أول صور لها بواسطة كاميرا 64 ميجابكسل.
بحلول يوليو 2019، دخلت ريلمي بنجاح إلى 20 سوقاً بما في ذلك الصين والهند وجنوب شرق آسيا وأوروبا.
وفقاً لتقرير صادر عن مؤسسة التحليل الموثوق الدولية، فقد سجلت ريلمي شحنة قدرها 4.7 مليون وحدة في جميع أنحاء العالم في الربع الثاني من عام 2019، بزيادة قدرها 848 ٪ على أساس سنوي، وأصبحت واحدة من أكبر 10 شركات لتصنيع الهواتف المحمولة في العالم.
بحلول أغسطس 2019، اجتاز موقع ريلمي حاجز ال10 ملايين مستخدم حول العالم.
في أغسطس 2019، عرضت ريلمي جهازاً أولياً مزود بكاميرا رباعية بدقة 64 ميجابيكسل في كل من الصين والهند.

## السوق
أطلقت ريلمي أول منتج لها، "realme 1" حصرياً في السوق الهندي في مايو 2018 على أمازون الهند. وبما أن ريلمي كانت تستهدف السوق العالمي، فقد استمرت في توسيع نطاق عملها الجغرافي مع الأسواق جنوب شرق آسيا. وكانت إندونيسيا أولى دول هذه المنطقة.
في الذكرى السنوية الأولى لها، أعلنت شركة ريلمي أنها ستدخل سوق الهواتف في الصين وتايوان.
بحلول يوليو 2019، كانت شركة ريلمي قد توسعت في أزيد من 20 بلداً، بما في ذلك الصين والهند وإندونيسيا وتايلاند وماليزيا وسنغافورة وميانمار والفلبين وفيتنام وباكستان ونيبال وبنغلاديش والإمارات العربية المتحدة ومصر والمملكة المتحدة وفرنسا وإيطاليا وإسبانيا وروسيا، إلخ.
انطلقت ريلمي رسمياً في السوق الأسترالية في أكتوبر 2019. بينما انطلقت في المغرب في ديسمبر من نفس العام.
اعتباراً من نوفمبر 2019، أصبحت ريلمي تستحوذ على حصة تبلغ 14.3٪ من سوق الهواتف الذكية في الهند.
بالإضافة إلى ذلك فقد تمكنت من بيع حوالي 15 مليون جهاز في عامها الأول منذ التأسيس.
في 7 يناير 2020، أعلنت realme عن أول هاتف لها بتقنية 5G وهو realme X50 5G.
في سنة 2020، دخلت ريلمي رسمياً إلى سوق AIoT.
في 24 فبراير 2020، أطلقت ريلمي أول هاتف في الفئة العليا 5G بمعالج Snapdragon 865 5G وهو realme X50 Pro 5G.
حازت نسخة Master Edition من هاتف realme X2 Pro للمصمم فوكوساوا ناوتو على جائزة Red Dot Design كأفضل تصميم لسنة 2020.
في 4 مارس 2020، دخلت السوق الأوكراني وحازت على مرتبة أفضل 5.
كانت ريلمي واحدة من العلامتين التجاريتين اللتان حققتا نمواً في الربع الأول من 2020 بنسبة 157٪ حسب تقارير الكاونتربوينت.
في 11 مايو 2020، أطلقت ريلمي سلسلة Narzo في الهند والتي ركزت على الe-commerce.
في 25 يونيو 2020، أطلقت ريلمي هاتف realme X3 الذي يأتي بتقريب بصري يصل إلى 60 مرة، بالإضافة إلى وضع النجوم.
احتلت ريلمي المرتبة الثالثة في الهند في سوق الAIoT بنسبة 10٪ من حصة السوق.
في 16 يوليو 2020، أطلقت ريلمي تكنولوجيا الشحن Ultra Dart بقدرة 125W التي يمكنها شحن بطارية بسعة 4000mAh من 0٪ إلى 33٪ في 3 دقائق.
حققت ريلمي لقب العلامة الأسرع تطوراً في العالم في تقرير الربع الثاني من 2020.
حققت realme ترتيب أفضل 5 في 13 دولة: احتلت في الفلبين المرتبة الثانية، ماليزيا المرتبة الثالثة، بينما احتلت في تايلاند، كامبوديا، مصر، الهند، باكستان، وأستراليا المرتبة الرابعة، واحتلت في فيتنام، إندونيسيا، ميانمار، سنغافورة، وأوكرانيا المرتبة الخامسة، واحتلت ريلمي المرتبة الرابعة في الجنوب الشرقي لآسيا بنسبة 12٪ من حصة السوق.
في 31 أغسطس 2020، أعلنت ريلمي أنها حققت أزيد من 45 مليون مستخدم عالمياً في 61 سوقاً، وغطت 5 قارات.

## وصلات خارجية
- الموقع الرسمي